# Luminosidade

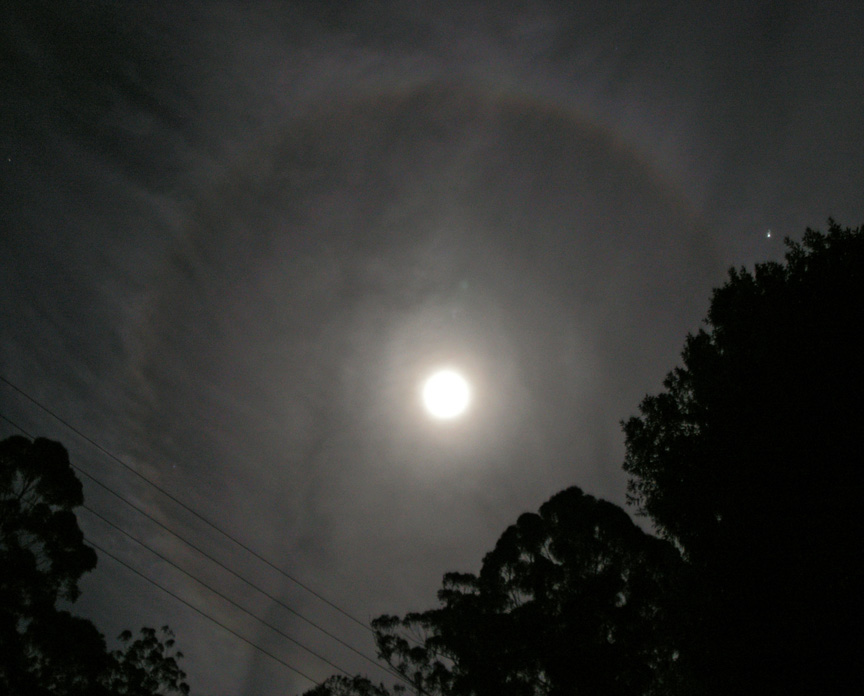
Noite de luar: a luz emitida pelo Sol é refletida pela Lua para a Terra

Em astronomia, luminosidade é a quantidade de energia que um corpo irradia em uma unidade de tempo. Ela é tipicamente expressa em unidades de watts ou em termos da Luminosidade solar, Lsol. Neste caso, ela é a quantidade de energia que o objeto irradia comparada com a do Sol, cuja luminosidade é 3,827×1026 Watt. Luminosidade não deve ser confundida com luminância.
Luminosidade é uma constante intrínseca independente da distância, enquanto que o brilho aparente observado está relacionado com a distância através de uma lei do tipo inverso do quadrado da distância. Brilho é usualmente medido por meio da magnitude aparente, e é uma escala logarítmica.
Ao medir o brilho de uma estrela, luminosidade, magnitude aparente (brilho) e distância são parâmetros interrelacionados. Se se conhecem dois deles, o terceiro pode ser calculado. Como a luminosidade do Sol é o padrão, comparar estes parâmetros com a magnitude aparente e distância é a forma mais fácil de lembrá-los.